# Нова Весь (Жирардовський повіт)
Нова Весь (пол. Nowa Wieś) — село в Польщі, у гміні Віскітки Жирардовського повіту Мазовецького воєводства.
Населення — 99 осіб (2021).
У 1975-1998 роках село належало до Скерневицького воєводства.

## Демографія
Демографічна структура станом на 2021 рік:
|          | Загалом | Допрацездатний вік | Працездатний вік | Постпрацездатний вік |
| -------- | ------- | ------------------ | ---------------- | -------------------- |
| Чоловіки | 51      | 12                 | 33               | 6                    |
| Жінки    | 48      | 13                 | 16               | 19                   |
| Разом    | 99      | 25                 | 49               | 25                   |